# Chimie pharmaceutique

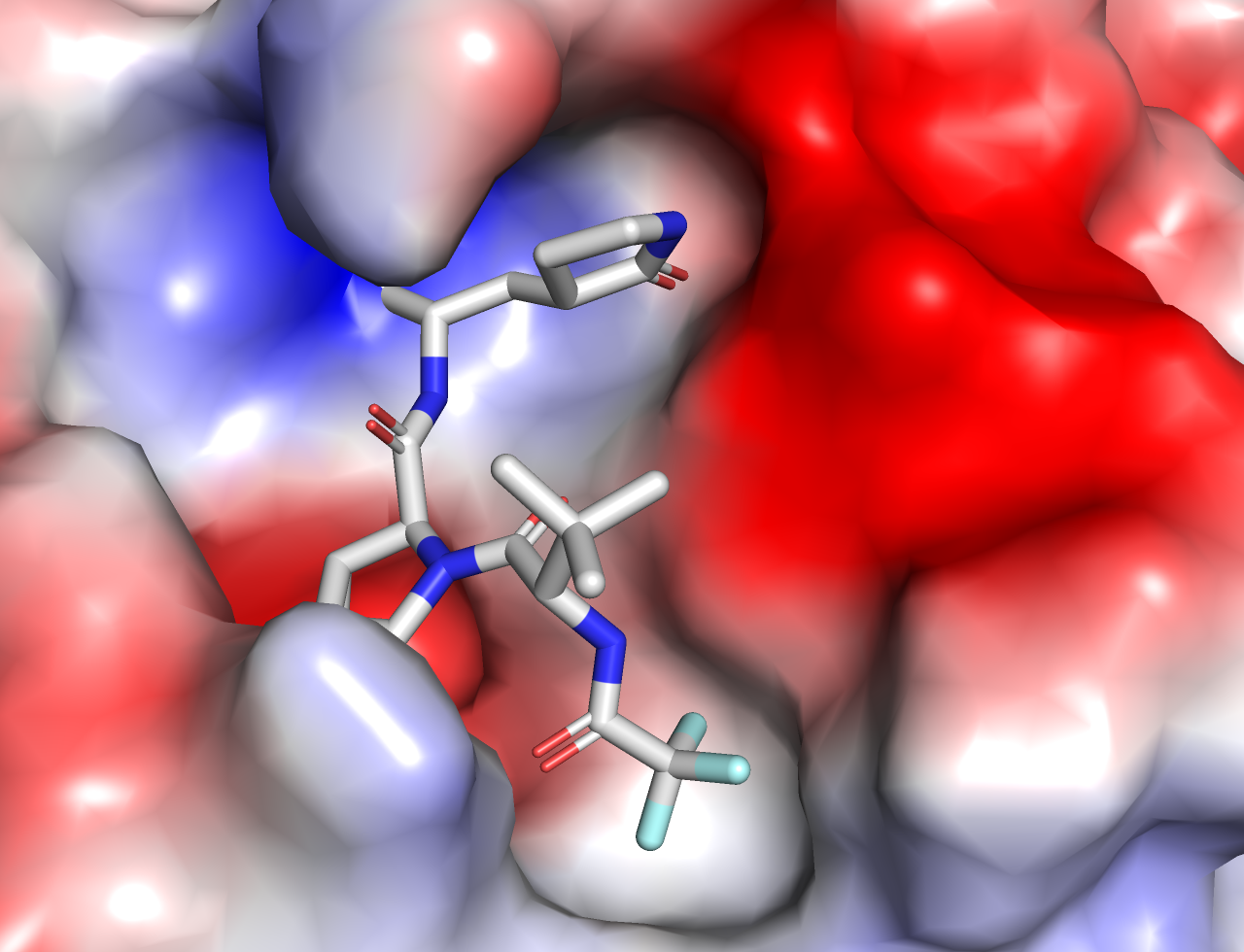
Représentation électrostatique de la surface de la structure cristalline 7si9 de la protéase principale du SARS-CoV-2 (Mpro ou 3CLpro) avec l'inhibiteur PF-07321332 représenté par des bâtonnets gris

La chimie pharmaceutique et la chimie thérapeutique (chimie médicinale ou chimie médicale) sont des disciplines scientifiques placées à l'intersection de la chimie, de la pharmacologie et de la médecine. Elles sont hautement interdisciplinaires et mélangent la chimie organique, la biochimie, la chimie numérique, la pharmacologie, la pharmacognosie, la biologie moléculaire, les statistiques et la chimie physique.
La chimie pharmaceutique a pour objet la définition et la préparation de composés chimiques, substances actives et excipients, entrant dans la composition des médicaments.
La chimie thérapeutique a pour objet de concevoir des composés biologiquement actifs, d’étudier leur métabolisme et d’interpréter leur mode d’action à l’échelle moléculaire, en se fondant notamment sur des relations entre la structure des corps chimiques et leurs propriétés thérapeutiques.